# Darr
Pour plus de détails, voir Fiche technique et Distribution.
Darr (डर) est un film thriller psychologique romantique indien, réalisé par Yash Chopra, sorti en 1993.

## Synopsis
La belle Kiran Awasthi (Juhi Chawla) termine ses études et rentre auprès de son frère, de sa belle-sœur, et de son fiancé. Son fiancé, Sunil Malhotra (Sunny Deol), est un officier de marine courageux et téméraire, très amoureux de Kiran. Rahul Mehra (Shahrukh Khan), le fils du supérieur hiérarchique de Sunil, est lui aussi fou amoureux en secret de Kiran. Un soir, il lui déclare sa passion, puis disparaît. Puis c’est par téléphone qu’il la harcèle. Il cherche à la rencontrer, et va jusqu’à blesser Sunil pour ça. Celui-ci, inquiet de la tournure que prend ce délire passionnel, décide d’épouser au plus vite Kiran et de partir en lune de miel le plus loin possible. Ils font croire qu’ils partent pour Goa mais s’envolent pour la Suisse.
Rahul part pour Goa croyant les trouver mais fait chou blanc. À son retour, il rencontre un ami avec qui il a étudié  Vikram Oberoi (Annu Kapoor). Vicky est alcoolique et gravement malade. Rahul se lie d’amitié avec le frère et la belle-sœur de Kiran, espérant obtenir le lieu de leur voyage, mais en vain. Un soir où Vicky souffre atrocement, il demande à Rahul de l’aider à mourir. Celui-ci s’exécute, le pend et éparpille des photos de Kiran autour de lui, faisant croire à la police que Vicky est la personne qui harcèle Kiran. À l’annonce du décès du harceleur, le frère de Kiran lâche le lieu de séjour du couple devant Rahul.
Rahul part pour la Suisse et retrouve le couple qui l’accueille en ami. Mais Rahul a un comportement curieux et Sunil commence à avoir des doutes. Quand il apprend que Rahul fréquentait le frère et la belle-sœur de Kiran et qu’il était dans la même école qu’elle, il éloigne Kiran. Elle part l’attendre sur leur bateau.
Sunil décide d’affronter Rahul face à face. Mais lors du combat qui les oppose, Sunil reçoit un coup de couteau et est laissé pour mort. Rahul retrouve Kiran sur le bateau et dans sa folie il est persuadé que Kiran l’aime puisque Sunil est mort. Il prépare son mariage avec elle. Mais alors que la tempête fait rage, Sunil réapparaît. Les deux hommes se battent, mais cette fois c’est Sunil qui a le dessus.

## Fiche technique
- Titre : Darr
- Titre original : डर
- Réalisation : Yash Chopra
- Scénario : Honey Irani
- Dialogues : Javed Siddiqui
- Direction artistique : Sudhendu Roy
- Costumes : Simple Kapadia, Gauri Khan, Neeta Lulla, Anja Sen
- Photographie : Manmohan Singh
- Montage : Keshav Naidu
- Musique : Hariprasad Chaurasia, Shivkumar Sharma
- Production : Yash Chopra
- Société de production : Yash Raj Films
- Sociétés de distribution : Bombino Video Pvt. Ltd., Yash Raj Films, Eros International
- Pays :  Inde
- Langues : Hindi, anglais
- Format : Couleurs - 2,20 : 1 - DTS / Dolby Digital / SDDS - 35 mm
- Genre : Drame, romance, thriller
- Durée : 178 minutes (2 h 58)
- Dates de sorties en salles :
  -  Inde : 24 décembre 1993

## Distribution
- Juhi Chawla : Kiran Awasthi
- Shahrukh Khan : Rahul Mehra
- Sunny Deol : Sunil Malhotra
- Anupam Kher : Vijay Awasti
- Annu Kapoor : Vikram "Vicky" Oberoi
- Tanvi Azmi : Poonam Awasti
- Dalip Tahil : Capitaine Mehra
- Vikas Anand : Le psychiatre

## Distinctions
| Date            | Distinction          | Catégorie                                     | Nom                                  | Résultat   |
| --------------- | -------------------- | --------------------------------------------- | ------------------------------------ | ---------- |
| 13 février 1994 | Filmfare Awards      | Meilleure photographie                        | Manmohan Singh                       | Lauréat    |
| 13 février 1994 | Filmfare Awards      | Meilleure performance dans un rôle comique    | Anupam Kher                          | Lauréat    |
| 13 février 1994 | Filmfare Awards      | Meilleur réalisateur                          | Yash Chopra                          | Nomination |
| 13 février 1994 | Filmfare Awards      | Meilleur acteur                               | Sunny Deol                           | Nomination |
| 13 février 1994 | Filmfare Awards      | Meilleure actrice                             | Juhi Chawla                          | Nomination |
| 13 février 1994 | Filmfare Awards      | Meilleure direction musicale                  | Shivkumar Sharma                     | Nomination |
| 13 février 1994 | Filmfare Awards      | Meilleur chanteur de play-back                | Udit Narayan (pour Jaadu Teri Nazar) | Nomination |
| 13 février 1994 | Filmfare Awards      | Meilleure performance dans un rôle de méchant | Shahrukh Khan                        | Nomination |
| 21 avril 1994   | National Film Awards | Meilleur film de divertissement               | Darr                                 | Lauréat    |